# Burgplatz 3 (Plau am See)

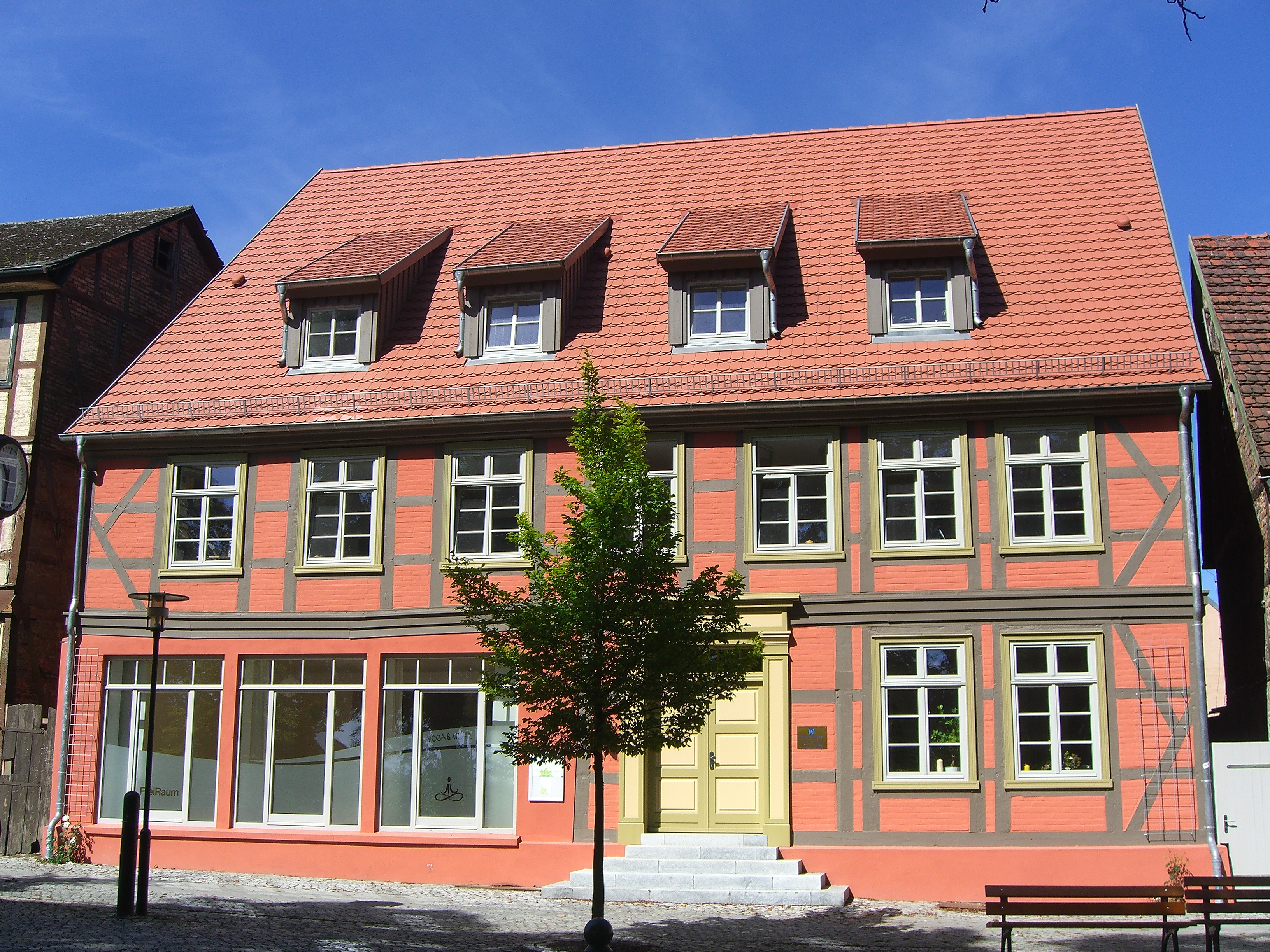

Das Wohn- und Geschäftshaus Burgplatz 3 in Plau am See (Mecklenburg-Vorpommern) wurde vermutlich im 18. Jahrhundert gebaut. Das Gebäude sowie ein Speicher stehen unter Denkmalschutz.

## Geschichte
Plau am See ist im 13. Jahrhundert entstanden und wurde 1235 erstmals als Stadt erwähnt. Beim Stadtbrand von 1756 brannten viele Fachwerkhäuser ab.
Das zweigeschossige verschlämmte englischrote Fachwerkgebäude mit Ausfachungen aus Stein und einem Satteldach wurde nach dem Stadtbrand gebaut.
Das Haus wurde, wie auch der Burgplatz, im Rahmen der Städtebauförderung in den 1990er Jahren saniert und für eine Kanzlei, Büros und Wohnungen genutzt.